# Epimolgus orientalis
Epimolgus orientalis is een eenoogkreeftjessoort uit de familie van de Lichomolgidae. De wetenschappelijke naam van de soort is voor het eerst geldig gepubliceerd in 1962 door Heegaard.